# Science Fiction (album d'Ornette Coleman)
Pour les articles homonymes, voir Science Fiction (homonymie).
Albums de Ornette Coleman
Broken Shadows
(1971) Skies of America
(1972)
Science Fiction est un album du saxophoniste de jazz Ornette Coleman sorti en 1972.

## Liste des titres
Toute la musique est composée par Ornette Coleman.
| 1.    | What Reason Could I Give?  | 3:06 |
| 2.    | Civilization Day           | 6:04 |
| 3.    | Street Woman               | 4:50 |
| 4.    | Science Fiction            | 5:03 |
| 5.    | Rock the Clock             | 3:16 |
| 6.    | All My Life                | 3:56 |
| 7.    | Law years                  | 5:22 |
| 8.    | The Jungle Is a Skyscraper | 5:26 |
| 37:03 |                            |      |

## Musiciens
- Ornette Coleman – saxophone alto, trompette, violon
- Don Cherry – trompette de poche
- Bobby Bradford – trompette (pistes 4, 7 et 8)
- Carmine Fornarotto - trompette (pistes 1 et 6)
- Gerard Schwarz - trompette (pistes 1 et 6)
- Dewey Redman – saxophone ténor
- Charlie Haden - contrebasse
- Billy Higgins - batterie (pistes 1-4 & 6)
- Ed Blackwell - batterie (pistes 1 & 4-8)
- David Henderson - récitation
- Asha Puthli - chant (pistes 1 & 6)